# Guy Brasseur

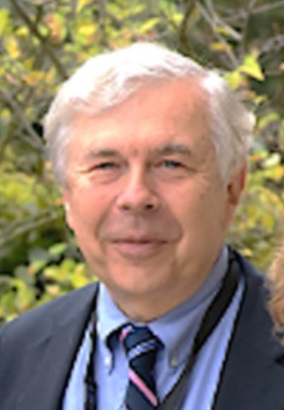
Guy Brasseur (2017)

Guy P. Brasseur (* 19. Juni 1948) ist ein belgischer Meteorologe und Klimatologe.

## Leben
Brasseur studierte Ingenieurwissenschaften und promovierte an der Freien Universität Brüssel. Er arbeitete am Belgischen Institut für Raumfahrt. 1988 wechselte er zum National Center for Atmospheric Research (NCAR) in Boulder, Colorado. Im Jahr 2000 wurde er Direktor am Max-Planck-Institut für Meteorologie (MPI-M) und Wissenschaftlicher Direktor des Deutschen Klimarechenzentrums (DKRZ). Von 2006 bis 2009 ging er als Leiter des Labors für das Erd- und Sonnensystem zurück ans NCAR. Er war Gründer und Leiter des Climate Service Center Germany (HZG). Heute ist er Leiter der Forschungsgruppe Umweltmodellierung am MPI-M und Honorarprofessor an der Universität Hamburg. Seit 2000 ist er ordentliches Mitglied der Academia Europaea und seit 2009 assoziiertes Mitglied der Académie royale des Sciences, des Lettres et des Beaux-Arts de Belgique.
Seine wissenschaftlichen Interessen sind Fragestellungen zum Klimawandel, zum stratosphärischen Ozonabbau, zur globalen Luftverschmutzung, zu solar-terrestrischen Wechselwirkungen sowie zur Erdsystemforschung.

## Publikationen (Auswahl)

### Bücher
- Guy P. Brasseur, Daniela Jacob, Susanne Schuck-Zöller (Hrsg.): Klimawandel in Deutschland. Entwicklung, Folgen, Risiken und Perspektiven (open access). Berlin, Heidelberg: Springer, 2017, ISBN 978-3-662-50396-6. (2. Auflage 2023. ISBN 978-3-662-66695-1.)
- Guy Brasseur, S. Solomon: Aeronomy of the Middle Atmosphere. 3. Auflage, Springer, New York 2005, ISBN 978-1-4020-3824-2.
- Guy Brasseur: Physique et chimie de l'atmosphère moyenne. Masson Editeurs, Paris, 1982, ISBN 978-2-225-77033-3.

### Journal-Paper
- Guy Brasseur et al.: Impact of Aviation on Climate: FAA’s Aviation Climate Change Research Initiative (ACCRI) Phase II. In: Bulletin of the American Meteorological Society. Nr. 4, 2016, S. 561–584, doi:10.1175/BAMS-D-13-00089.1.
- R.H. Moss et al.: Hell and High Water: Practice-Relevant Adaptation Science. In: Science. Band 242, Nr. 6159, 2013, S. 696–698, doi:10.1126/science.1239569.
- Schultz et al.: Air Pollution and Climate-Forcing Impacts of a Global Hydrogen Economy. In: Science. Band 302, Nr. 5645, 1993, S. 624–627, doi:10.1126/science.1089527.
- Hprowitz et al.: A global simulation of tropospheric ozone and related tracers: Description and evaluation of MOZART, version 2. In: Journal of Geophysical Research: Atmospheres. Band 108, D24, 2003, doi:10.1029/2002JD002853.
- Guy Brasseur, Claire Granier: Mount Pinatubo Aerosols, Chlorofluorocarbons, and Ozone Depletion. In: Science. Band 257, Nr. 5074, 1992, S. 1239–1242, doi:10.1126/science.257.5074.1239.
- Guy Brasseur, Claire Granier, Stacy Walters: Future changes in stratospheric ozone and the role of heterogeneous chemistry. In: Nature. Band 348, 1990, S. 626–628, doi:10.1038/348626a0.